# 沃什堡区
沃什堡区（匈牙利語：Vasvári járás），是匈牙利沃什州的一个区，总面积374.14平方公里，总人口13,767人（2011年），人口密度37人/平方公里。中心城市为沃什堡。

## 市镇
沃什堡区包含一个城镇和22个村庄。